# 蜥蜴同盟
蜥蜴同盟是1397由普魯士貴族和騎士在庫爾默蘭成立的組織。

## 目的

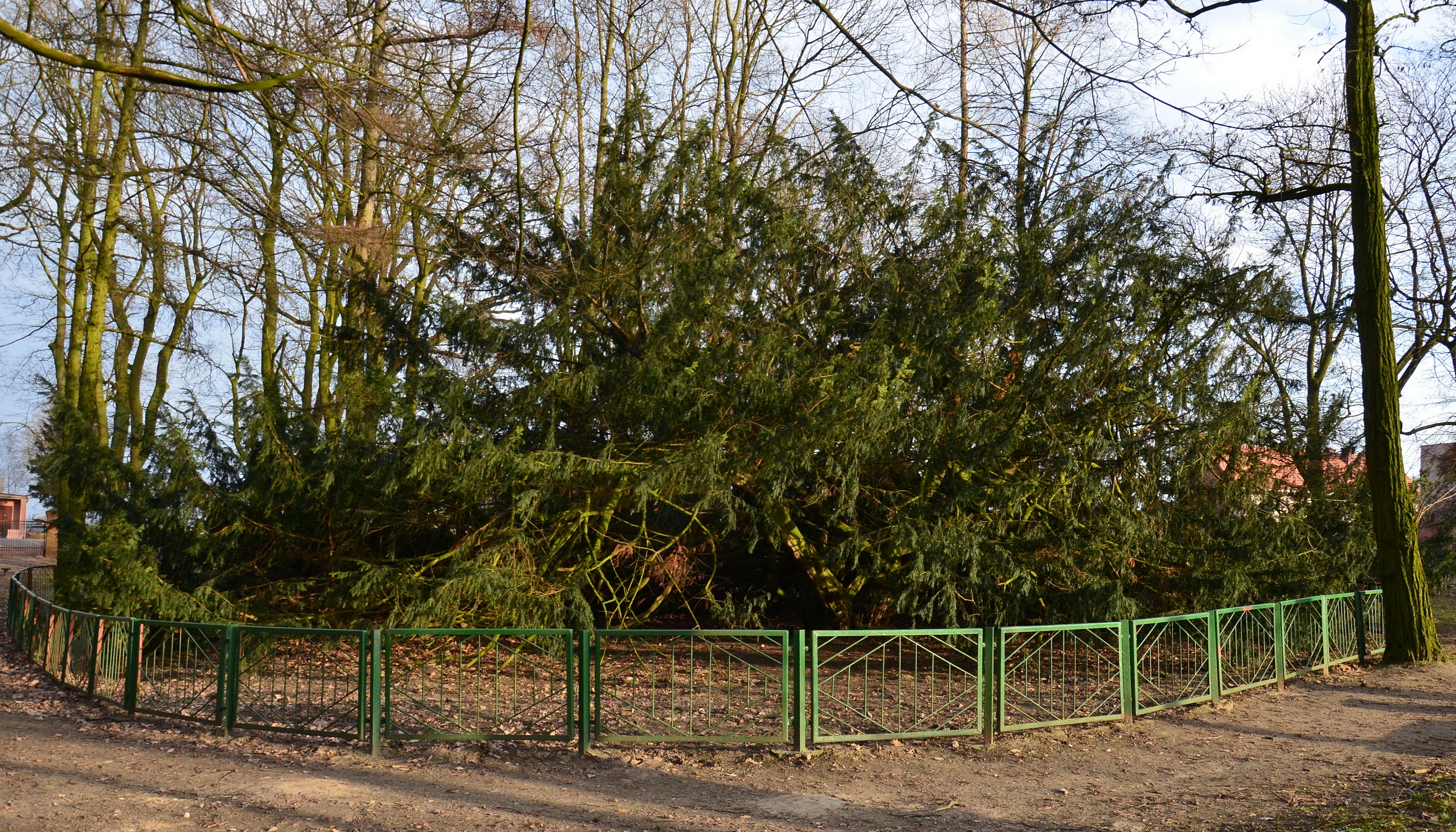
現在的庫爾默蘭

該聯盟由尼古拉斯·馮·雷尼斯、約翰·普爾科夫（John of Pulkow）、腓特烈·基特諾（Frederick of Kitnow）與尼古拉斯·基特諾（Nicholas of Kitnow）共同創立。其名稱來自其徽章上的圖騰——一隻蜥蜴（德語：eyne eydechse），隨後勢力擴展至其他省份。組織對外宣稱的目標是對無秩序宣戰，其實私下的目標是將庫爾默蘭由條頓騎士團國轉移至波蘭王國。

## 經歷
1410年格倫瓦爾德之戰期間，尼古拉斯·馮·雷尼斯代表條頓騎士團舉著屬於庫爾默蘭部隊的軍旗，但他過早地將旗幟降下，這被視為撤退的信號。當時一些編年史作者認為此舉導致了騎士團的失敗，而海因里希·馮·特雷奇克（Heinrich von Treitschke）在其論文《德意志騎士團在普魯士的領地》（Das deutsche Ordensland Preussen）中將這一說法加以流行推廣，但此說缺乏歷史證據支持。也有可能馮·雷尼斯並非故意提前降旗，而是因旗手戰死或旗幟脫離視線所致。
在格倫瓦爾德戰敗後，條頓騎士團將失敗責任歸咎於蜥蜴聯盟，並懷疑該聯盟參與了從庫爾姆發出的勸降書信。因為當時騎士團首都馬爾堡城堡正遭遇馬爾堡之戰，正在被波軍圍攻。

## 結束
在格倫瓦爾德之戰後，蜥蜴同盟的領袖被處決，剩下的同盟成員逃往波蘭。蜥蜴同盟被教皇額我略十二世和西吉斯蒙德 (神圣罗马帝国)宣告為非法組織，但蜥蜴同盟的存在卻成為之後普鲁士邦聯成立的基礎。